# 懐紙
懐紙（かいし、ふところがみ）とは、懐に入れて携帯するための小ぶりで二つ折りの和紙のことである。手にして持ち歩いている紙という意味で手紙（てがみ）ともいう。たとうがみともいう。また、茶席で使用する懐紙は小菊（小菊紙の略）とも呼ばれる。
平安貴族から現代一般人にいたるまでメモ用紙、ハンカチ、ちり紙、便箋などの様々な用途で使われてきた（和紙#平安時代の紙文化も参照）。今日では、和装の際や和食の中でも特に会席料理などの改まった席、茶道の席などで使用することが多い。

## 茶道に用いる場合

### 用途
茶席において様々に使われるが、主な用途は以下の通り。

#### 受ける
出される主菓子および干菓子を取り分ける際に、客側が手元の皿代わりに用いる。この際、束のままでわさ（折り目のある側）を手前に置いて扱い、使い終わると右上または左上の角で箸を拭う。食べ終わった後は下から1枚だけめくり返して、粉などが落ちないように注意して着物の懐や袂にしまう。

#### 拭う
薄茶では、飲み終わった後に茶碗の飲み口を指でぬぐい、その指を懐の懐紙で清める。濃茶の場合は、茶碗の飲み口を直接懐紙で、または小茶巾と呼ばれる専用の布や紙でぬぐう。

#### 包む
菓子を食べきれない時は、懐紙に包んで懐や袂にしまう。

### 種類
大きさは男性用が17.5×20.6 cm程度、女性用が14.5×17.5 cmのものが一般的。この規格のものは本懐紙とも呼ばれる。色や柄はさまざまだが、男性用は白無地が圧倒的に多く、女性用ほど多様な色柄を扱っている道具屋は少ない。
食べ残しの菓子などを包んで持ち帰る際に便利なよう、片側が袋状になったものもある。また、春から秋にかけて出されることの多い、水分を多く含む菓子の場合、普通の懐紙では水気が滲み通ってしまうため、硫酸紙と呼ばれる半透明の薄い紙を重ねるか、防水加工がされた専用の懐紙を用いる。

### 持参方法
懐紙という名前の通り、懐紙とは本来は懐に入れておくものである。茶会の場において使用するという時に懐から取り出して使用する。洋服であるなどの理由で懐にしまうことができない場合には、そのほかの必要な道具などとまとめて袱紗挟み（懐紙入れ）に入れて持参することも多い。
本来は主に客側が使うため、亭主側が用意するものではない。しかしだれでも自由に参加できる大寄せの茶会などでは懐紙自体を客が持参する必要がない場合も多い。その場合本懐紙の他に菓子司の名入り一枚ものの紙が使われることもある。これも広義には懐紙に含まれる。

## 書道の場合
日本の書道史では、こんにちでも懐紙と呼ぶ用紙に、皇族・貴族らが歌会などで自らの詠歌を一定の書式に則って清書する。これを和歌懐紙と呼び、漢詩を書いたものは詩懐紙と呼ぶ。
古くは無地の檀紙、鳥の子紙、奉書紙、杉原紙などを用いたが、後に飛雲、遠山、霞引、打曇などの模様や美しい下絵のある紙が使われるようになった。
紙の大きさも、天皇は縦が一尺五寸、親王、摂政は一尺三寸、大臣から参議までは一尺二寸、それ以下は一尺一寸前後と定められていた。
また、女房は歌を散らし書きにしていた。

## 書付、書状の用紙として
現在でいうメモ用紙として使用したり、簡単な文（ふみ）を書くための便箋としても用いた。手紙も参照。

## ハンカチやちり紙として
現在でいうティッシュペーパーのようにも使用した。ちなみに、中国語では現代でも「手紙」の文字はティッシュペーパーのことを指す。